# Chebzie
Chebzie (niem. Morgenroth) − dzielnica Rudy Śląskiej. Obecnie dzielnica pełni funkcję najważniejszego węzła komunikacyjnego w mieście. Ponadto swoją siedzibę ma tu Miejska Biblioteka Publiczna (tzw. Stacja Biblioteka), a także znajduje się tu zabytkowe osiedle przy ul. Styczyńskiego.
W dzielnicy mieszczą się również: rudzki Urząd Skarbowy, a także ważne zakłady pracy.
Na podstawie danych Górnośląsko-Zagłębiowskiej Metropolii z 2024 roku w dzielnicy mieszka 796 osób.

## Historia
Pod koniec XVIII wieku na terenie obecnego Chebzia powstała karczma. W 1822 roku powstała huta cynku „Gute Hoffnung” (Dobra Nadzieja), kolejna o nazwie „Morgenroth” (Jutrzenka) powstała w roku 1825.
Dopiero z 1844 roku pochodzi pierwsza wzmianka o nazwie „Hebzie”.
W 1846 roku uruchomiono przystanek kolejowy na linii z Wrocławia do Mysłowic. W roku 1859 po zbudowaniu linii do Tarnowskich Gór powstał tu dworzec, rozbudowany w roku 1863, oraz w latach 1900–1902. Dopiero wtedy dworzec przybrał dzisiejszy wygląd. Przy dworcu uruchomiono pocztę w roku 1859.
Kopalnie otworzono w latach 1861−1862, nazywała się ona „Paulus” (Paweł), do dzisiejszego dnia została ulica o tej samej nazwie. W roku 1882 włączono do skonsolidowanej kopalni „Paulus-Hohenzollern”. W 1890 roku zbudowano szyb "Stronprinz". W Chebziu od 1922 roku mieściła się siedziba spółki akcyjnej „Godulla”.
Pierwsze domy zbudowane w Chebziu to domy kolejarskie powstałe w latach 1902-14. Kolejne domy budowała kopalnia w latach 1910–1920.
Pierwszą szkołę w Chebziu zbudował Karol Godula, działała ona jako szkołą prywatna w latach 1843–1851. W 1887 roku powstała szkołą ewangelicka, która w roku 1893 otrzymała nowy budynek (obecnie znajduje się tam przedszkole). Szkołę katolicką zbudowano w 1895 roku. W 1910 roku zbudowano katolicki dom związkowy z klasztorem i kaplicą.
Po wojnie Chebzie wchodziło w skład gminy Godula w powiecie katowickim. W związku z likwidacją powiatu katowickiego 1 kwietnia 1951 gmina Godula została zniesiona, a jej obszar włączony do miasta Rudy oprócz Chebzia, które włączono do leżącego na południe miasta Nowego Bytomia. Nowy Bytom, wraz z Chebziem, wszedł 31 grudnia 1958 w skład nowego miasta Ruda Śląska.
W 1993 roku została poświęcona kaplica pw. św. Katarzyny przez metropolitę katowickiego abp. Damiana Zimonia. Kaplica należy do parafii Ścięcia św. Jana Chrzciciela w Goduli. Od dnia 1 września 2007 roku została erygowana odrębna parafia św. Katarzyny Aleksandryjskiej. Od 2011 powrócono do kaplicy pw. św. Katarzyny i zlikwidowano parafię.

## Węzeł komunikacyjny

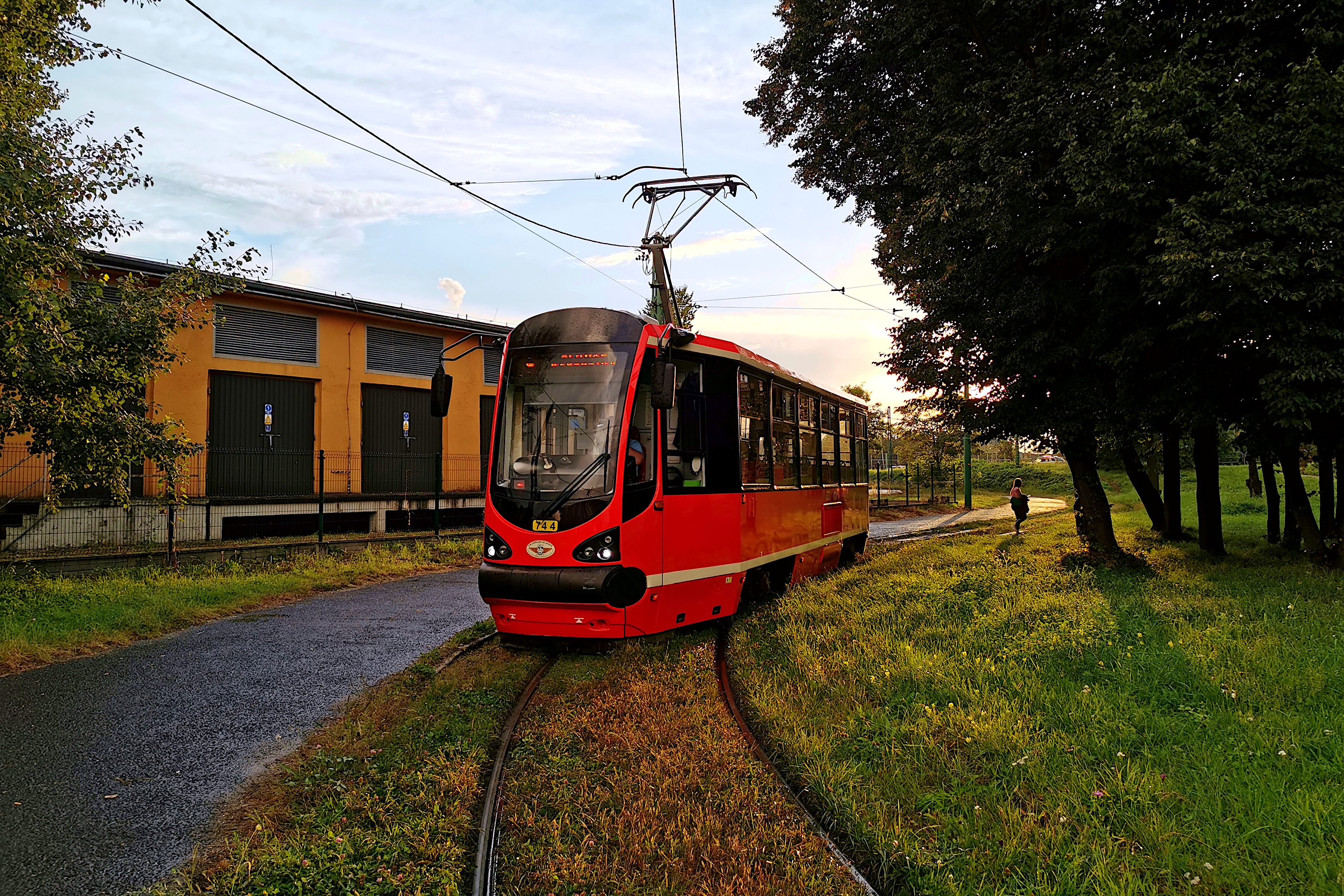
Tramwaj linii 9 na pętli w Chebziu

Obecnie mieszkańcy Rudy Śląskiej wykorzystują Chebzie jako węzeł komunikacyjny. W centralnej części dzielnicy znajduje się pętla tramwajowa "Chebzie Pętla", na której zatrzymują się 4 linie tramwajowe z czego 3 z nich kończą na niej swój bieg. 
Pod koniec 2023 roku przeprowadzono kapitalny remont pętli, podczas którego wybudowano nowe perony, wymieniono torowisko wraz z rozjazdami oraz siecią trakcyjną, a także wybudowano nowe ścieżki dla pieszych między pętlą, a pobliskimi przystankami autobusowymi. Remont ostatecznie zakończył się na przełomie lipca i sierpnia 2024 roku.
Ponadto w Chebziu znajduje się dworzec PKP, który od 2018 roku pełni również funkcję siedziby Miejskiej Biblioteki. Zatrzymują się tu również przyspieszone autobusy komunikacji miejskiej: 840, 840N, M1, M21 i M24. 
Przez Chebzie przebiega Drogowa Trasa Średnicowa, łącząca centra dużych miast GOP. Najsłynniejszą częścią węzła komunikacyjnego w Chebziu jest pętla tramwajowa i Rondo Unii Europejskiej, które przez lata stanowiło dawniej koniec DTŚ.

## Galeria

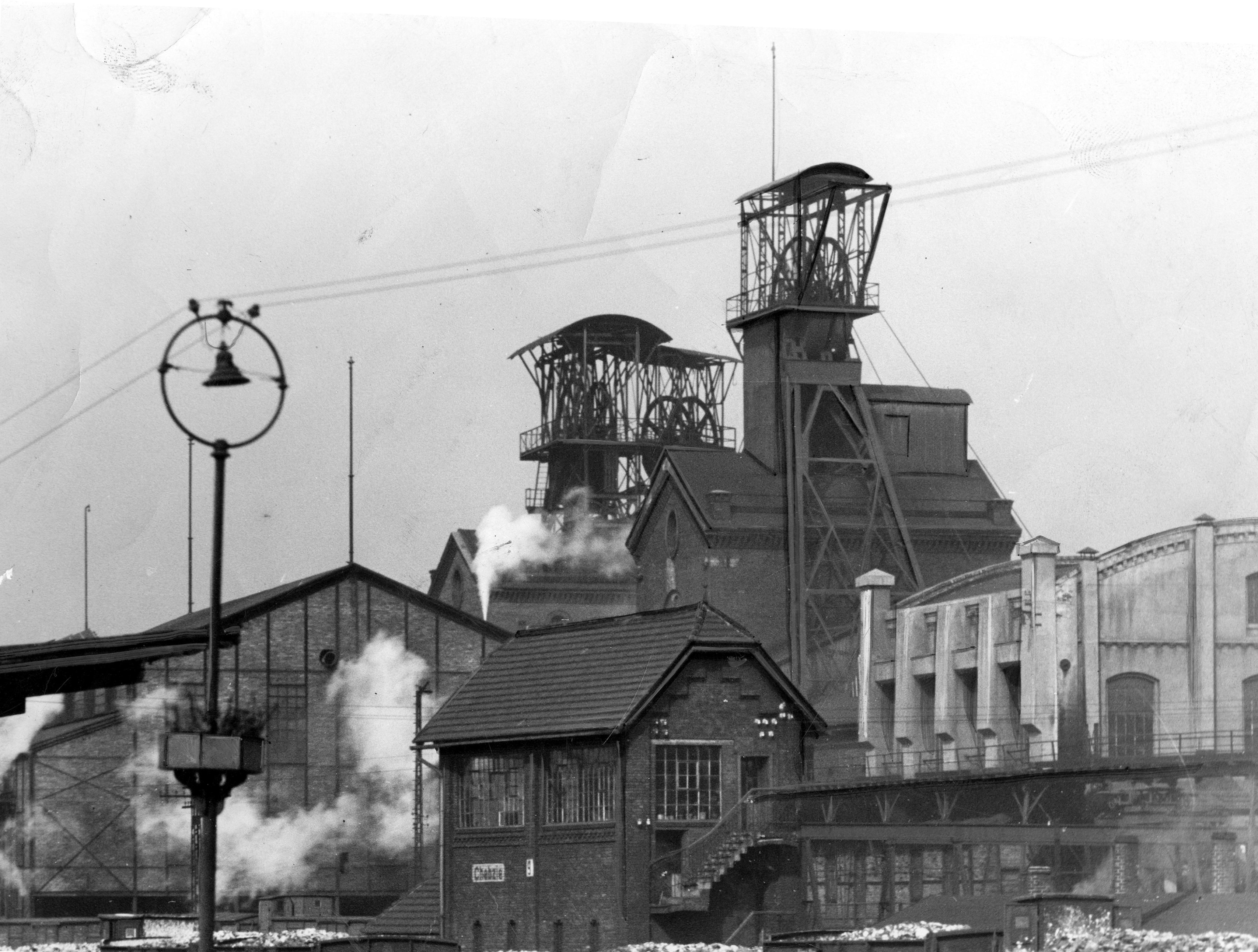
Kopalnia węgla kamiennego Paweł w Chebziu w 1934 roku
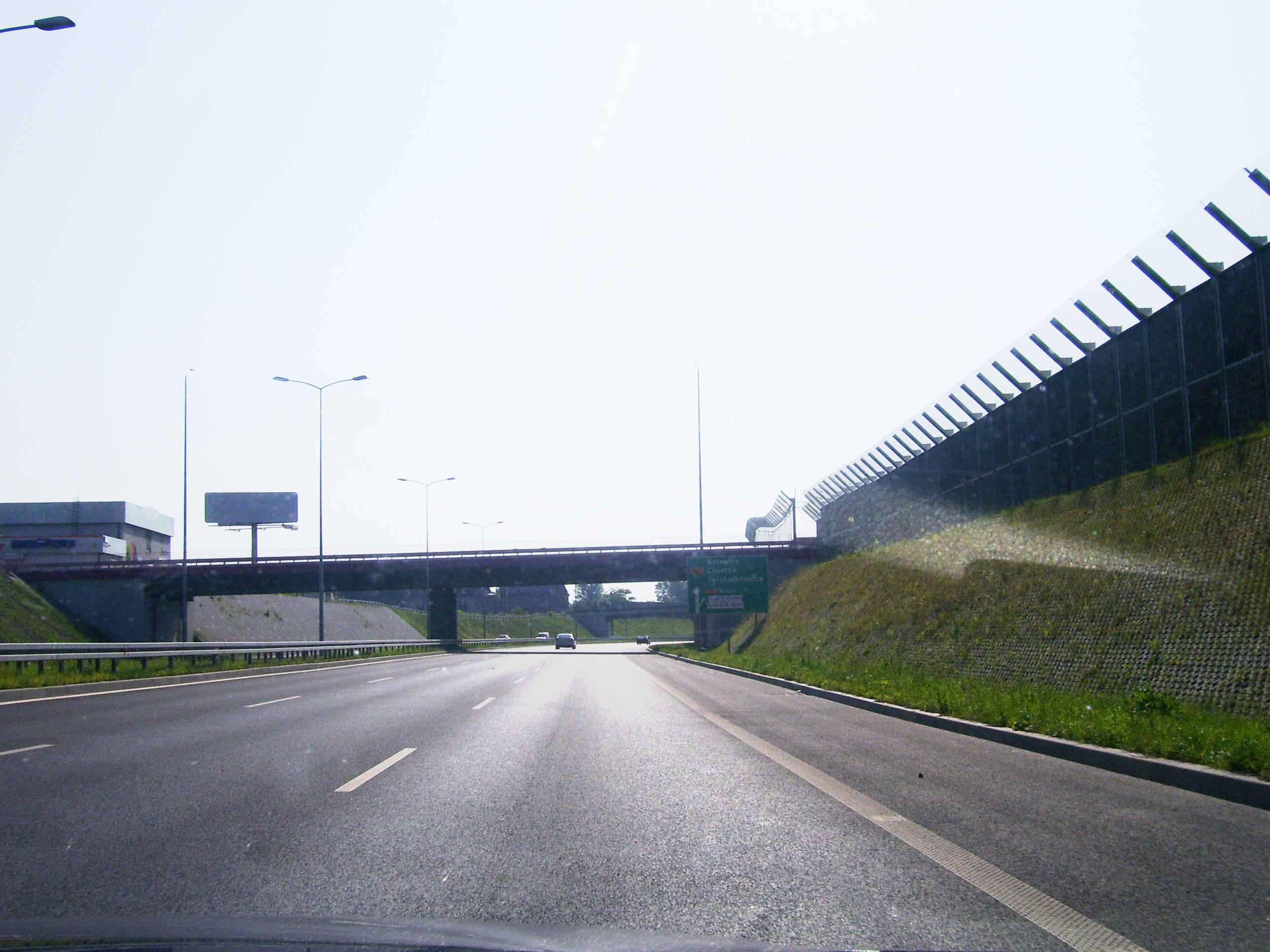
Węzeł DTŚ w Chebziu w 2009 roku
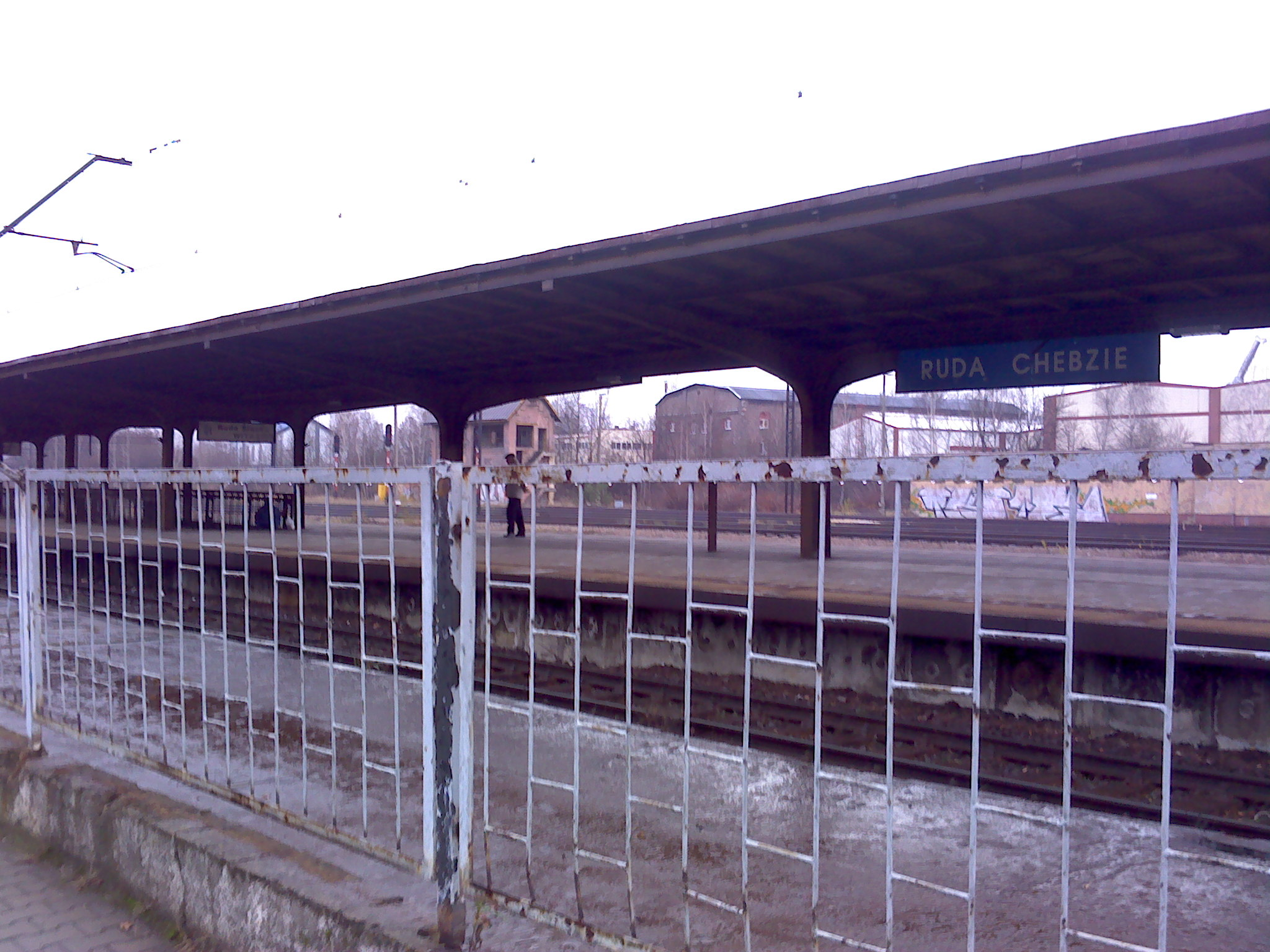
Peron dworca w Chebziu w 2009 roku
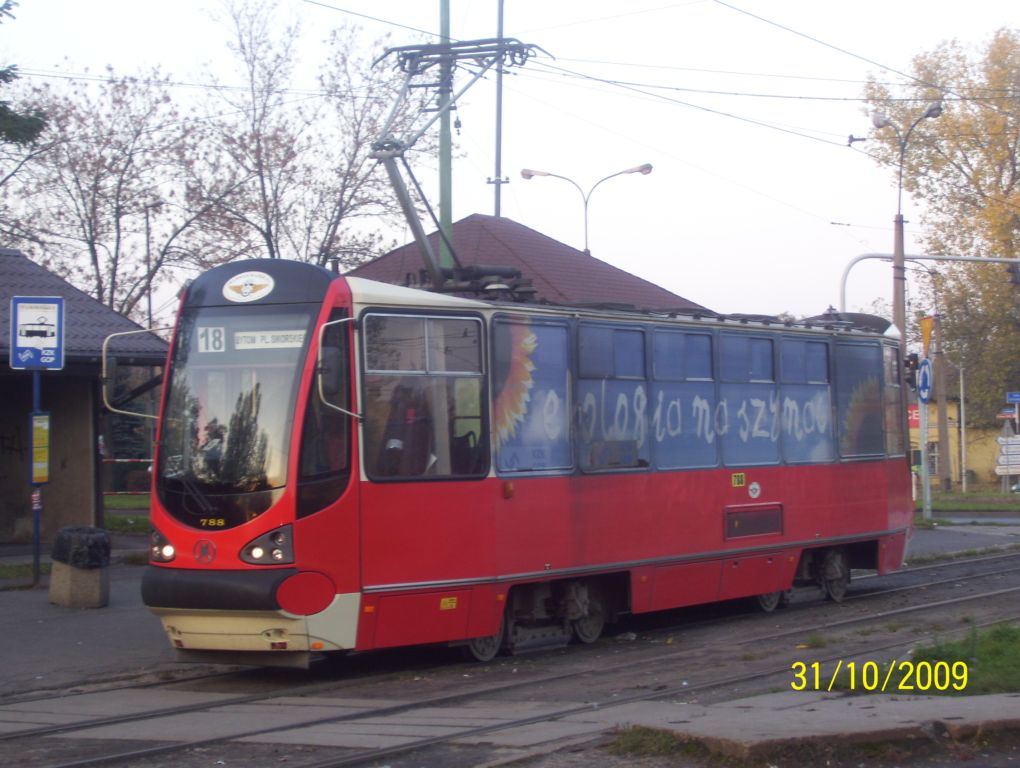
Tramwaj na pętli w Chebziu w 2009 roku
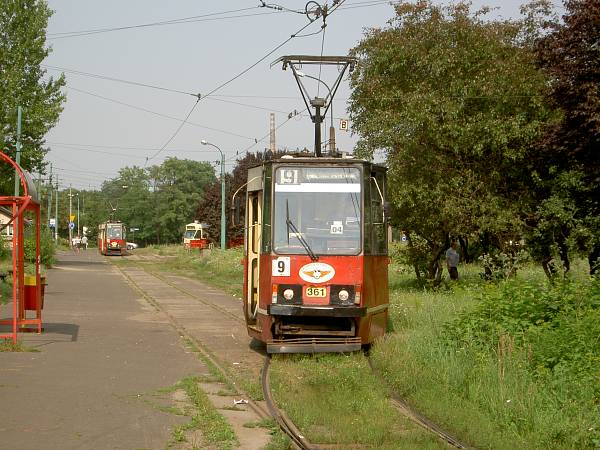
Tramwaj wyjeżdżający z pętli w Chebziu w 2005 roku